# 宝成铁路
宝成铁路全称宝鸡—成都铁路，原名天成铁路或天水—成都铁路:1307，是中华人民共和国一条从陕西省宝鸡市通往四川省成都市的铁路，全长676公里。线路于1956年7月12日全线接轨、1958年1月1日通车，是中国大陆第一条電氣化鐵路。线路成都至广元段由成都铁路局管辖，广元至宝鸡段由西安铁路局管辖；作为沟通中国西北地区与西南地区的第一条铁路干线，宝成铁路也是中国铁路「八纵八横」铁路网主骨架的建构策略中「八纵」之一兰昆通道的一部分。
线路成都至阳平关段为双线，阳平关至宝鸡段因地形限制为单线。迄今为止，宝成铁路仍然保持着全国铁路坡度最大、曲线半径最小的纪录；全线现使用电力机车运行，其中宝鸡至秦岭段设补机队，通过在该段线路运用补机加大机车牵引和制动能力。

## 线路概况
宝成铁路由宝鸡出发后先后跨越秦岭、巴山和剑门三个天险，经过花崗岩、石英岩、绿泥片岩、礫岩、干板岩五种地质构造区域，山区线路占全线的近80%，:39地势险要，因此工程相当艰巨。铁路进入秦岭山区后基本沿着陈仓、金牛两古道的线路修筑，沿清姜河盘旋迂回，在任家湾至杨家湾区间以30‰的大坡度急速爬升，最大坡度达33‰。为了在达到通行火车的标准的情况下克服地势高差，宝成铁路过杨家湾站后就经观音山展线以3个马蹄形和1个螺旋形（“8”字形）的迂回上升，线路层叠3层，高度相差达817米。所以在观音山站就可以看到三层铁路重叠的场面。为防止通过展线下山途中刹车闸瓦因摩擦发烫而导致失灵，宝成铁路在观音山展线中部设有用于列车会让和停车降温的青石崖站；该站也是宝成铁路上海拔最高、坡度最大、曲线半径最小的车站。向南再经2363.6米长的秦岭大隧道:796穿过秦岭垭口，即进入嘉陵江流域并到达秦岭站。越过秦岭后线路即用12‰的下坡道沿嘉陵江而下至四川省广元:39-40，其中秦岭至略阳间先后14次跨过嘉陵江。宝成铁路全线共有隧道304座，总长84公里，其中位于斑竹园至马角坝区间的会龙场隧道是全线最长的隧道，隧道长度超4公里；大小桥梁986座，总长25公里，桥梁隧道全长占总长的17％。
宝成铁路许多线路路段坡度大、坡长、弯道多，尤其是宝鸡至秦岭一段，初期使用的蒸汽机车功率甚低，用作动力机车则大大降低了线路运输能力——从观音山站到相邻的青石崖站，人若步行上山，几乎可以与火车同时到达；因此，宝成铁路是中国最早列入电气化计划的铁路。1976年，宝成铁路全线完成电气化改造。现时宝成铁路全线使用电力机车运行，其中宝鸡至秦岭段更需要加挂补机，设秦岭补机队（现西局新段秦北运用车间），使用和谐3型电力机车担当补机，以加大机车牵引力和制动能力——目前，客运列车在上下山时会在列车头部额外增加一台辅助机车，在2台机车的配合下经过此区间；货运列车因山区坡度和列车本身的荷载，上山时会在列车尾部增加2台辅助机车，与原有的1台机车共同通过「前拉后推」通过此区间；下山时在列车头部根据列车重量额外增加1至2台辅助机车，增强制动能力。宝鸡至秦岭段因此上山重量不得高于3000吨，下山重量不得高于2600吨。
1993年，宝成铁路开始进行复线建设；1999年12月26日，复线全线开通。2018年1月，宝成铁路入选第一批“中国工业遗产保护名录”。
宝成铁路也让其沿线地区成为了三线建设的核心地带，并在三线建设工作的推进过程中起到了主要干线与生命线、物资补给保障线的作用。2017年12月6日西成客运专线正式通车后，宝成铁路每日开行的旅客列车减少到20对左右。

## 施工历程
1913年起，中华民国政府计划在平汉铁路以西建造一条南北干线，连接黄河上游与长江上游之间的铁路交通，并曾就修建往返于大同和成都的铁路进行过多次踏勘，但因工程浩大而未动工兴建。1920年3月，北洋政府提出连接甘肃天水和成都的铁路方案，并将方案中线路命名为“天成铁路”。1936年，陇海铁路工程局就这一铁路项目陕西段进行了航测选线。随后，天成铁路工程局和天水铁路工程局先后于1940年和1947年对线路剑门山区段和天水至略阳段进行定测，:21但都没有诉诸实际建设。:795
1950年5月至1953年7月，中央人民政府铁道部在苏联专家的帮助下对天水至略阳和宝鸡至略阳两段又进一步勘测，在比较地质情况和路网作用后:68选定宝鸡至成都的方案，并将宝成铁路的建设工作列入第一个五年计划。1952年7月1日，在庆祝成渝铁路通车时，时任中国共产党主席毛泽东题词“庆贺成渝铁路通车，继续努力修筑天成路”；次日，宝成铁路从成都端动工，次年四川段全线开工。在修建过程中共有30多名苏联专家和2名匈牙利专家参与了线路建设期间的技术援助，沿线人民群众也积极参与铁路的建设，从陆路和水路为施工团体支援生活物资和生产建设材料:23；同时参与建设工作的长期和临时工人总人数一度达到14万。1953年12月1日，线路名称由“天成铁路”正式更为“宝成铁路”。:13071954年1月，宝鸡端也开始施工。铁路的铺轨工作自1953年4月从成都端由南向北开始。1955年8月10日，中国铁路在苏联专家指导下成功实施了观音山车站大爆破，这也是中国铁路修建史上第一次成功的大爆破。1956年7月12日，宝成铁路于徽县黄沙河村全线接轨:26，宣告建成，比计划日期提早了约13个月。:7951958年1月1日，宝成铁路正式通车；全线采用蒸汽机车牵引。施工期间，沿线挖掘出不少文物，最终均被妥善处理。

### 电气化改造
1953年起，为进一步提升线路列车的行驶速度和运力，宝成铁路开始进行电气化改造的准备工作。铁道部最初仿照苏联将线路供电制式设计为3 kV直流制并于1955年6月由苏联交通部代为鉴定，但在后来了解到其他一些国家已经成功采用了新制式，故于1957年4月决定改用25 kV工频单相交流制，并由第三设计院电气化处重新设计。
1958年5月，新制式的电气化铁路初步设计方案由苏联交通部代为完成鉴定；同年6月起，宝成铁路正式开始进行电气化改造。由于当时西方国家对中国实施技术封锁，供电系统中变压器包括矽钢片在内的核心部件缺少制造方法，加之进口成本极高，为节省成本，工程师决定在宝鸡至凤州三个變電所本应共需要6台变压器的情况下仅购置4台，除必备的3台之外剩下的一台放在平车上，在这三个变电所之间来回移动。1965年，中国第一台移动变压器因此诞生。
1960年代起，中华人民共和国铁道部坚持電力機車国产自制与国外进口“两条腿”走路，国产韶山号6Y1型电力机车紧锣密鼓地研制并上线试验，另有25台进口6Y2型电力机车分8批次通过海运抵达中国大陆，成为宝鸡至凤州段电气化牵引的主力机车。1961年、1970年10月、1972年10月、1973年12月和1975年7月1日完成了宝鸡至凤州、广元至绵阳、凤州至略阳、略阳至广元和绵阳至成都五段的电气化改造工程，成为中国第一条电气化铁路，并于1975年7月1日在成都站举行了庆祝大会。此次电气化工程共投资16849万元，除建设总长650.7公里的通信、信号、接触网等设备之外，另新铺设了各种用途的站线57股、房屋81096平方米、旅客站台4519米、货物站台1744米，并扩建了隧道净空23座，将线路最大时速由60公里提升至80公里的同时，使客货运能力均有所提升。:8961978年前后，成都铁路局绵阳供电段在铁道部和西安铁路局的指导配合下对宝成线广元至绵阳段的23座低净空隧道进行改造，提高了该段接触网导线控制点的高度和允许带点通过的超限货物高度，作为西安铁路局田家沟悬挂实验的扩大和发展。此次改造提升了悬挂结构的施工和维护便捷性，同时也改善了导线的几何形状和弹性。
2008年汶川大地震后，为加快灾区物资运输，宝成铁路首次引进大功率“和谐”型电力机车；该型号机车每轴装有一台1200千瓦的交流牵引电动机，单台机车在平直区段可牵引4500吨货物，运能大幅提升。此后大功率电力机车在宝成铁路上进行普及；为适应此趋势，宝成铁路上现时已逐步用SCAD供电自动控制系统替代了先前的变电所，从而为所有通行列车提供不中断、大负载、高可靠的电能。

### 沿线病害整治
1955年:25，铁道部针对宝成铁路常发坍方等地质灾害组建了专题研究小组，并针对此方面进行了整改。截至1957年底，宝成铁路四川段因整治病害新建3座隧道（总长1439米）、10处明洞（总长657米），并延长隧道和明洞101.5米；除此之外，线路四川段另有6处展开了改河导流和防治工程，为1958年线路正式通车创造了条件。:26
1981年雨季线路遭水害影响后，西安铁路局、成都铁路局、兰州铁路局、第一工程局、第二工程局、大桥工程局、铁道兵及陕西驻军、沿线民工约15300人本着“先通后固，照顾今后”的原则，对线路各受损桥梁和路基采取了复旧加固的措施。截至1985年复旧加固工作大部分完成时，已共耗资28259万元。:71

### 运量提升改造

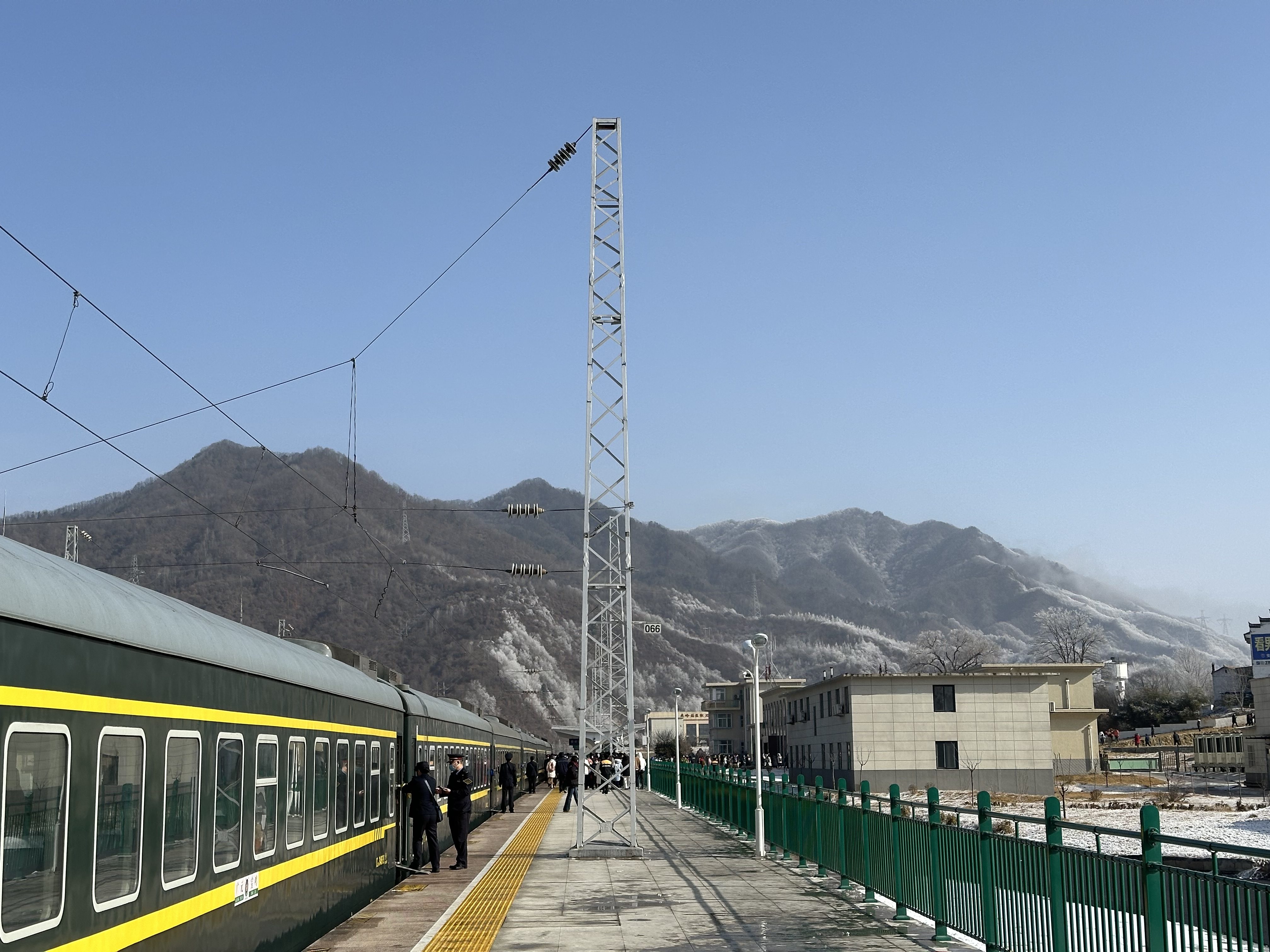
旅游旺季抵达秦岭站的人群

1959年12月，铁道部决定由成都铁路局主持、铁二局和铁三局施工，对罗妙真至马角坝区间限制运量的高坡线路进行改道；1960年2月15日此工程正式开工，1962年4月停工。1964年11月改道工程复工后，1969年9月改道工作完工。:27此后，为了适应经济和社会发展需要，宝成铁路又相继启动了一系列大规模扩能改造工程。
1990年9月，线路广元至马角坝区间完成计轴自动闭塞改造，使四川境内的宝成铁路货物列车和旅客列车正点率较之前分别提高了3.9％和0.3％。1993年，线路完成了全线普通钢轨向重型钢轨升级改造；同年，宝成铁路复线开始建设，于1999年12月26日完工；全线分为成都至广元段和广元至阳平关段，缓解了西南铁路运输的紧张状况，大大增加了其运输能力。其中，阳平关至青白江段的二线是中华人民共和国第一条山区电气化铁路增建的二线。2008年至2009年，宝成铁路完成无缝化改造；2014年，线路再次对正线部分小半径曲线的轨枕进行了升级。
2021年，宝成铁路成都至青白江段根據批复的《成渝地区双城经济圈多层次轨道交通规划》进行公交化改造，共利用宝成铁路现有的24.1公里铁路，另新建正线24.3公里；此次改造设车站10座，其中在宝成铁路上利用既有成都站，对既有天回镇站增建客运场。这段线路上的设计行驶时速也将相应地提升至160公里。
2024年5月30日，中国国家铁路集团发布《宝成铁路扩能改造勘察设计项目招标公告》，从国家层面正式启动新一轮宝成铁路扩能改造前期工作。2025年5月22日，宝成铁路扩能改造工程初测现场勘探作业及试验检测采购项目招标公告发布，标志着宝鸡至阳平关段扩能改造工程已进入初测及可行性研究阶段。

## 临时运营

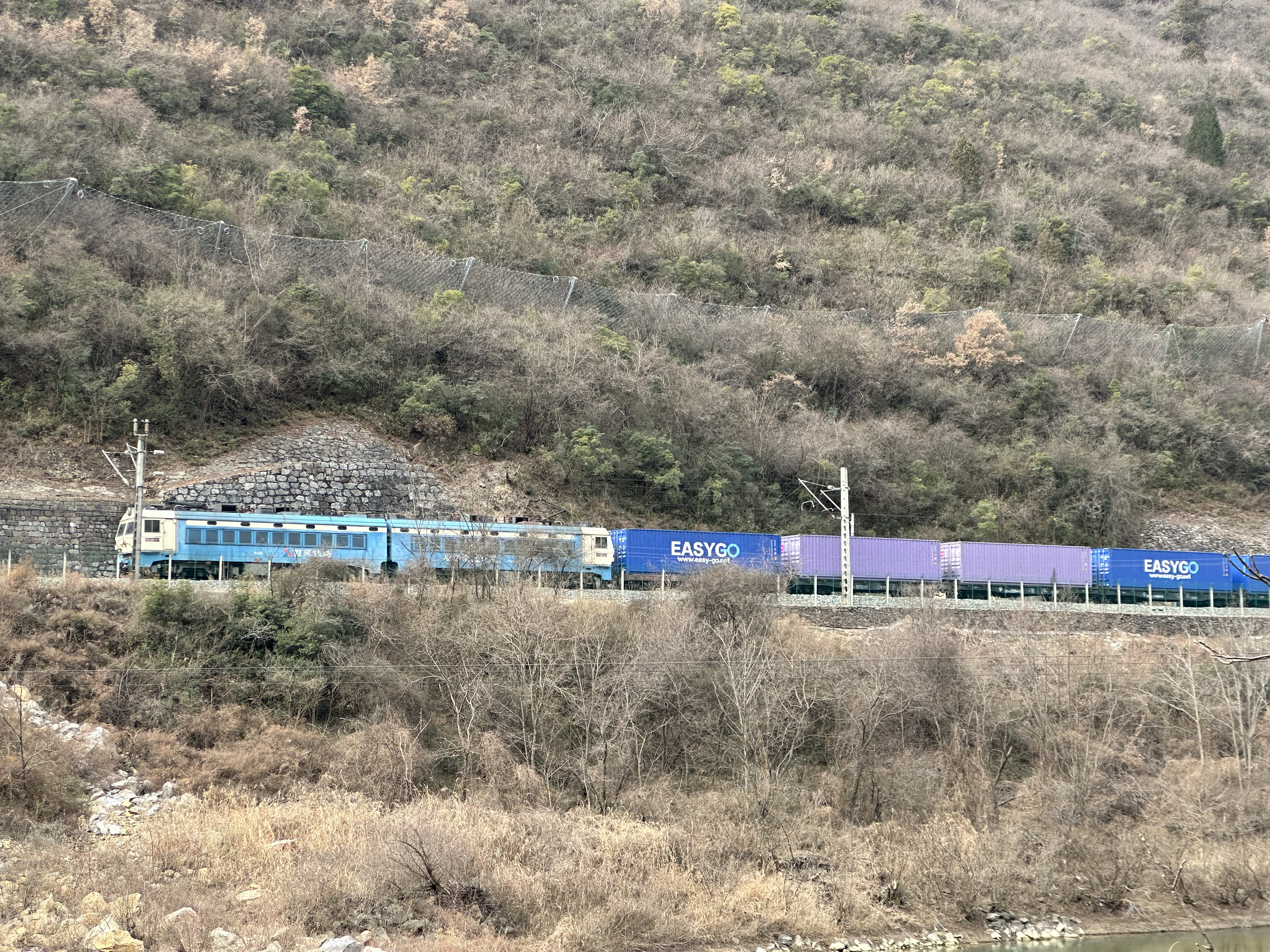
通过宝成铁路入川的货运列车

线路曾经以绵阳、中坝、广元三站为分段点，在成都至徽县区间分为4段先后由铁二局对已完成铺轨工作的路段进行临时运营。其中，成都至绵阳段于1953年10月开办，绵阳至中坝段于1954年2月开办，中坝至广元段于1955年2月开办，广元至徽县段于1956年10月开办。:26
在正式通车前的临时运营阶段，线路以运输工程物资材料为主要用途，同时也输送一部分地方的旅客。到1958年线路正式交付运营前，线路在临时运营期间共运输275万吨路料和242万吨地方物资，并输送旅客302万人次。此次临时运营也以更低的运费缓解了工程用料运输的紧张状态——1956年6月川陕公路因雨季中断19日，宝成铁路担任了大量进出川物资与旅客的运输工作。1957年国务院下达的80万吨川粮外运紧急任务也全部是由宝成铁路运出的。:27
1955年1月，成都至广元段交付正式运营；同年10月，绵阳至广元段交付正式运营。1958年1月，线路广元至凤州区间交付正式运营；至此，宝成铁路的临时运营结束。:27

## 验收交接
宝成铁路经国家验收委员会在临时运营期间分段检验后评定为“工程质量合格或优良”，并肯定称宝成铁路修建工期短、造价低、移交固定资产率大，投资收回快，充分发挥了投资效益，故而同意交付验收。:27
交验时，铁道部确定凤州至成都段由成都铁路局接管运营；1958年9月郑州铁路管理局撤销西安铁路管理分局并成立西安铁路局后，凤州至上西坝段改由西安铁路局管理。:271984年西安铁路局撤销后，这一区间移交郑州铁路局管理；:702005年3月18日西安铁路局第二次成立，这一区间又划与西安铁路局管理至今。

## 通车典礼
线路在临时运营期间先后在1953年10月1日和1955年1月1日分别举行了成都至绵阳段和成都至广元段的通车典礼。:261956年1月1日，线路在略阳站举行了广元至略阳段的通车典礼。
1958年1月1日下午两点，庆祝宝成铁路全线正式通车的典礼在成都站举行。时任国务院副总理贺龙、聂荣臻、中共中央政治局候补委员康生、铁道部部长滕代远、国防部副部长黄克诚等政要和正在成都进行访问的缅甸联邦副总理吴觉迎和他的夫人都参加了庆祝典礼；莫斯科广播电台和中国各个广播电台对此事件进行了集体采访。典礼开始后，贺龙首先发表了讲话；随后滕代远、时任陕西省省长赵寿山、甘肃省副省长黄正清、四川省省长李大章、苏联专家代表彼斯库诺夫、铁道部第二工程局局长黄新义和铁路工人代表李良臣也先后发表讲话。下午三点多钟，贺龙主持进行了剪彩仪式。下午四点，由成都直达北京的旅客快车满载驶出成都站，宣告宝成铁路全线正式通车；这也是首次中国西南地区开往北京的列车。
1975年7月1日，成都站举行了宝成铁路全线电气化通车典礼；第一辆定名为「韶山1型」的6Y1型008号机车参加了此次典礼。

## 事件
1987年5月10日，公安部通缉的抢枪、杀人犯冉红、石冰二人在广西作案后畏罪潜逃，并于20日晚在宝鸡站劫持一辆出租車流窜到观音山站；21日零时55分，驻站民警张定国、运转值班员冯志敏、韩树林发现其行迹可疑，遂将二人带回值班室审查，冉、石二人突然开枪行凶，打死张定国、冯志敏，打伤韩树林，之后逃向附近密林中。陕西省公安厅接到报案后，指示宝鸡市公安局按省厅对付暴力犯罪的预案设卡堵截，并通报给同为宝成铁路沿线地区的甘肃、四川两省公安厅请求协助。宝鸡市公安局、西铁公安分局、陕西省公安厅刑侦处负责人组成临时指挥部，制定了紧急处置方案，全面展开围捕；时任陕西省公安厅副厅长张永辉和陕西省武警总队參謀長白长勤带领一个班武警、乘3辆追捕车和1辆通讯车赶到宝鸡支援。22日15时45分，冉红、石冰二人在在观音山车站附近被抓获，并缴获2支54式手枪、1支64式手枪及子弹等枪械。:579-580

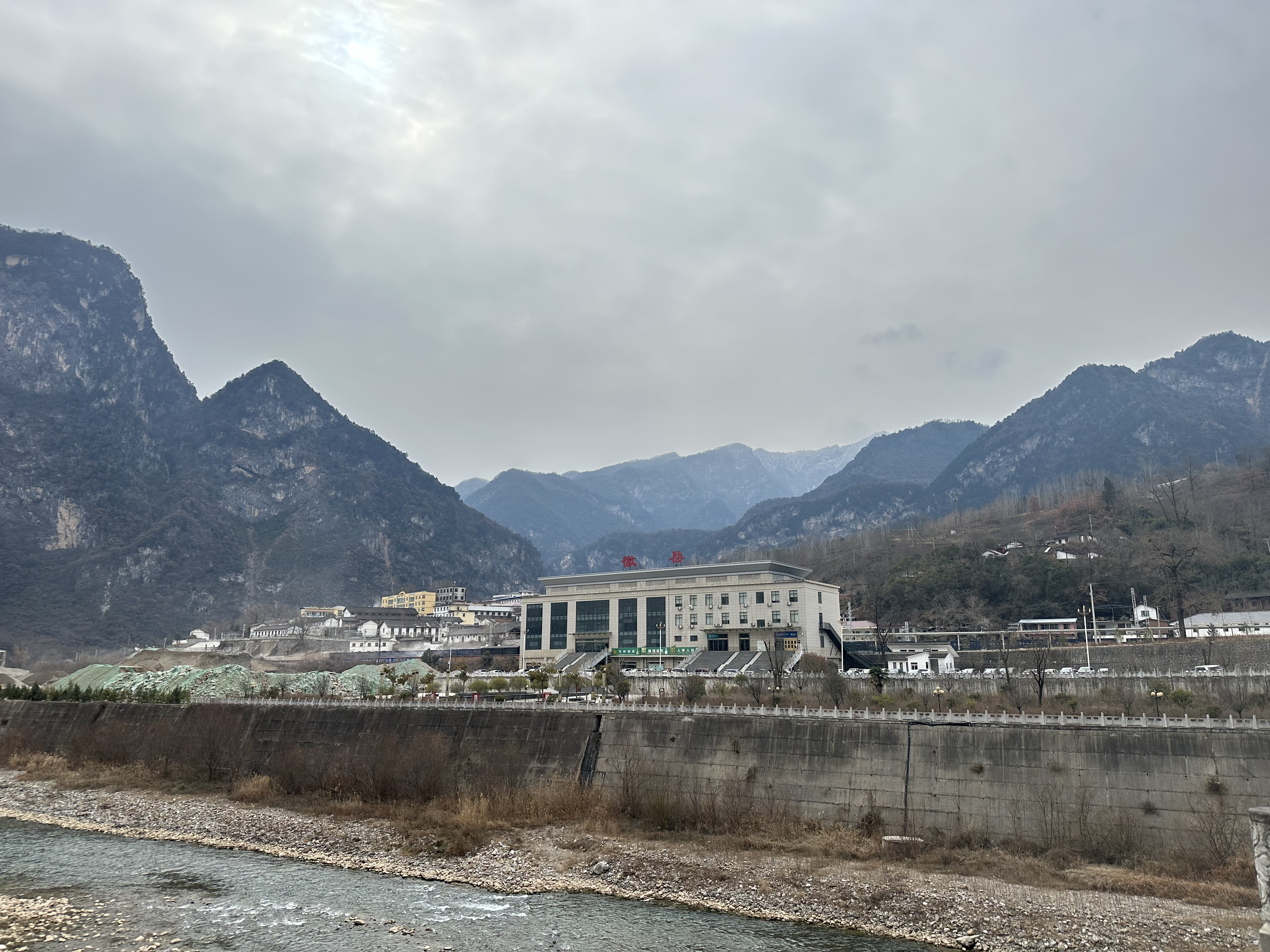
徽县站站房背靠秦岭，面朝嘉陵江

2018年7月暴雨造成的客运中断恢复之后，西安铁路局原计划在宝成铁路上仅保留6063、6064次列车，其它原本经行宝成铁路的客运列车改經就近的兰渝等更高等级铁路以确保旅客安全和穩定性，但遭到沿线甘肃、陕西两省略阳等城市反对，最终决定自9月19日起，K246/247、K245/248、K545/548、K546/547和T7/8三对列车仍恢复原线行驶，並改为在日間通过阳平关至略阳段；其中T7/8，K245/246，K545/546三次列车新增了两当、徽县、凤县三座停靠车站，以便于当地人出行。

## 事故
宝成铁路修建时中華人民共和國成立尚不足十年，经济水平不高，技术及设备能力较弱，铁路修建技术标准较低，再加上地形地貌、地层岩性、地质构造及强降水与包括风化剥落、堑坡溜坍、附山垮塌、边坡溜坍、山体滑坡等地质灾害的因素影响，沿线局部地段不良的地质发育导致线路自通车之后事故频发。

### 人为事故
1972年4月12日20时20分，线路李家河至两当区间，5702次货物列车运行到K129+500段79号隧道口处时，货物突出部位与隧道壁发生刮碰，造成4辆货车脱轨，车辆报废1辆，大破1辆，小破2辆，中断正线行车22小时04分。事故原因是，超限货物装载加固不良，于列车运行中发生位移所致。:234
1973年1月9日0时42分，观音山站83次旅客快车因司机臆测行车未确认信号而闯红灯出站，与正在进站的804次货物列车正面冲突，造成22人死亡、44人重伤、3台电力机车报废、2节客运车厢报废、3节客运车厢大破、1节客运车厢中破，中断正线行车32小时48分，直接经济损失633万元。:234
1975年6月28日21时10分，黄牛铺至红花铺区间，1101次货物列车机后第29位车辆脱轨，造成共8节车厢颠覆、1节车厢报废；另有大破、中破车厢各1辆，小破车厢4辆，中断正线行车47小时10分。事故原因是，郑州市储运公司托运钢板装载加固不良，列车运行中钢板窜动，重心向左侧偏移480毫米，车轮悬浮引起脱轨。:234
1975年7月29日20时29分，观音山至杨家湾区间K16+350处，铁路有关部门在高坡地段用3台电力机车附挂1台蒸汽机车作牵引试验，速度高引起轨距变形，导致2212次货物列车发生颠覆，造成机车小破1台，货车报废4辆，大破3辆，中破、小破各1辆，中断正线行车33小时31分。:234-235
1976年10月18日下午3时15分，一辆6G77号电力机车牵引1111次货物列车经由宝成铁路运行。当列车运行至白水江至红卫坝区间K177+92M处的140号隧道时，由于列车在限速15公里/小时的施工慢行地段超速运行，且司机操纵不当、制动过猛，导致列车脱轨及汽油罐车燃爆。事故造成34名铁路员工死亡、9名铁路员工重伤，:235另外还有扒乘货车人员死亡41人，轻重伤5人；报废货车13辆、电力机车小破1台；隧道拱顶表面全部脱落，并有30米坍塌，列车上装载的货物大多被烧毁，直接经济损失约146.3万元人民币，中断行车382小时15分。
1981年8月16日4时41分，在宝成铁路大滩至丁家坝区间K293+365处，连日暴雨使山体坍塌，巨石阻路，812次货物列车司机未及时停车，造成机车和机后1～7辆货车脱轨颠覆，造成机车大破1台，货车报废1辆，小破1辆，中断正线行车61小时45分，直接经济损失338.8万元。:235
1993年11月1日上午7时26分，盛有约300吨航空煤油从广元开往成都方向的1211次货物列车因超速行驶在德阳站脱轨并发生爆炸燃烧，造成6人死亡，编组34辆的列车有26辆被烧毁，宝成铁路被迫中断6小时。

### 自然灾害

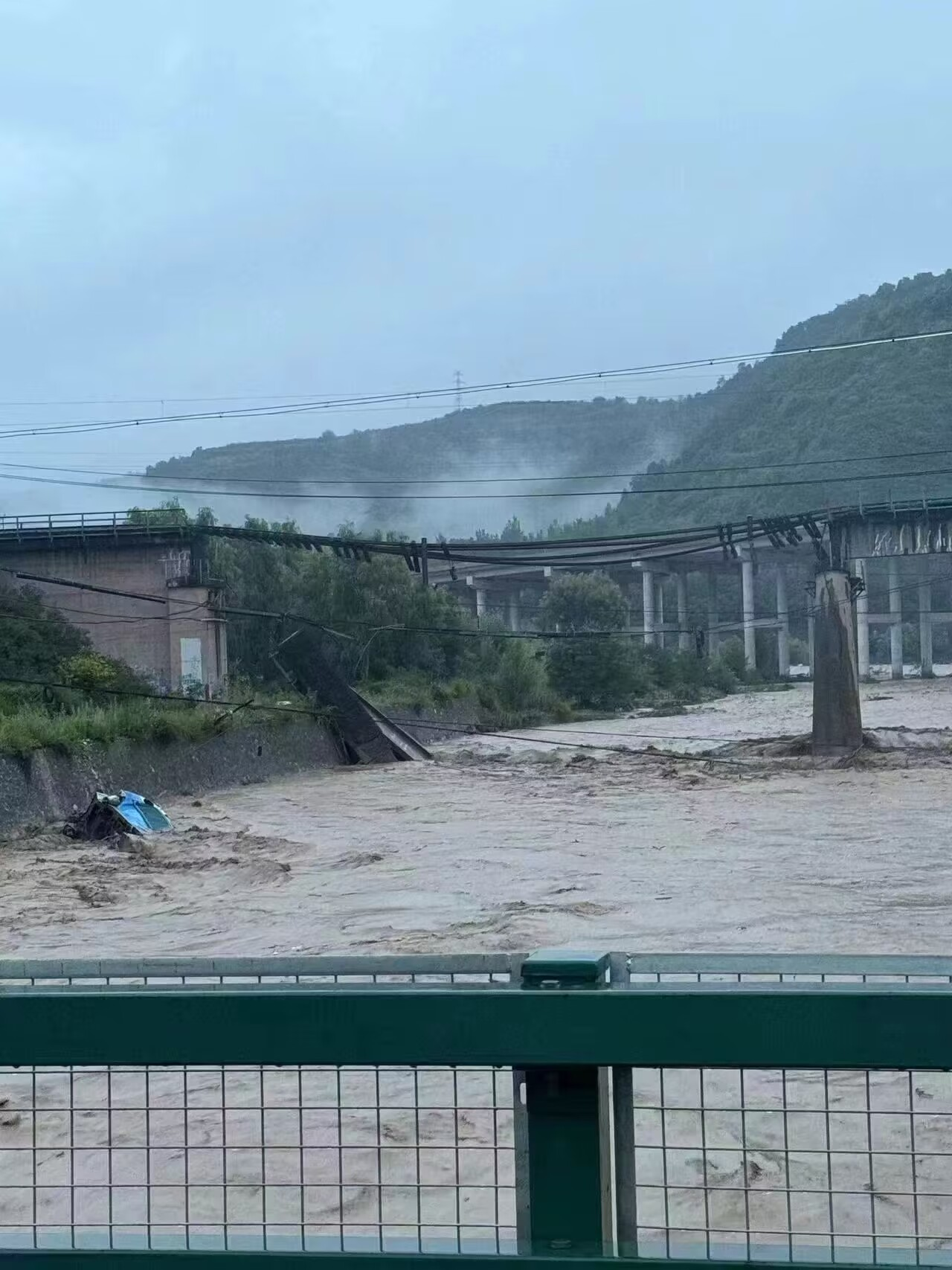
2024年7月17日洪水冲毁的桥梁和因此坠河的SS4电力机车（左下）

1959年1月6日，线路在宏庆至李家河间K122+350～K122+500米处发生黄土崩坍性大滑坡，坍体30万立方米由山上坍下，越过轨道和靠河侧的低路堑冲入嘉陵江中，使江水断流10多分钟，造成行车中断150小时46分。自此之后，沿线因大小坍方或滑坡导致的线路掩埋或流泥漫道发生过多次行车中断；在1959年至1999年这40年间，这种事故发生了大小共近20起。:245-246
1981年7月9日至15日，四川盆地发生暴雨，导致宝成铁路南段普遍发生泥石流灾害，受灾长度达95公里；8月14日至25日，陕西南部和甘肃南部发生强降雨，造成宝成铁路北段发生普遍泥石流灾害，全线共约28处发生崩滑流灾害，受灾长度达355公里。在此期间，高潭子至巨亭间K253+932处于7月10日发生坍方，掩埋线路，造成63次旅客列车撞上坍体脱线，导致司机死亡、副司机重伤，旅客轻伤1人，机车报废，行李车中破1辆，硬座车小破2辆，共计中断行车34小时59分；8月16日，丁家坝至大滩间K293+365米处发生堑坡滑坍，造成812次列车颠覆，机车翻入江中报废，货车报废6辆，小破1辆；共计造成行车中断61小时11分。同日，军师庙站内K312+135处，山上落石击中64次旅客列车车厢，砸死旅客1人，重伤8人，轻伤13人。8月21日，大雨导致线路宝鸡至广元段发生重大洪水灾害；12时18分，线路实行封闭。9月19日18时，线路阳平关至广元段恢复通车，10月12日宝鸡至阳平关段抢通接轨，经过整修加固，于10月20日12时恢复全线通车；到此为止，洪水灾害共导致行车中断1462小时42分。:246此次水害中宝成铁路南北接轨点纪念碑被泥石流冲毁并予掩埋，多次寻找未果；2021年2月，汉中工务段职工在治理宝成铁路沿线环境过程中，意外发现了掩埋已近40年、断成三截的纪念碑，并成功进行了修复。
1982年，灵官峡口至宏庆车站之间因山体移位导致路基下沉；经西安铁路局勘测后决定在该区间实施改线，在灵官峡口至西坡乡的中滩村的区段开凿隧道。此工程于1986年完成通车。:896
1984年6月21日，线路王家沱至乐素河段K229+800处发生落石，有3块石头将正驶经该处的8次旅客列车9号硬座车厢砸坏3处，震坏车窗玻璃，造成5名旅客受伤。:246
2008年5月12日14时30分左右，四川省汶川县發生强烈地震，造成宝成铁路清江河金龟塘段发生山体滑坡，导致金龟岩铁路大桥被巨石破壞；12号桥墩桥台出现裂纹，並使桥梁横向位移300毫米，宝成铁路在四川省境内行车線路中断。同日，一列經宝成铁路由宝鸡开往成都的21043次货運列车，行至甘肃省徽县嘉陵镇150公里835米处的109隧道內时，因地震导致山体崩塌引致列车脫軌，油罐車在隧道中因劇烈撞擊而起火爆炸，2名列车司机受伤。當局其後救援成功並搶修隧道及有關路段。5月13日10时31分上行線經搶修後重新開通，下行線則於5月16日上午1时重新開通。5月24日上午9時50分，寶成铁路恢复运输，但由於原109隧道損毀嚴重已無法保證長期行車安全需要，導致此段僅能限速運行。為保證寶成鐵路長期安全運行，鐵道部之後宣佈重建新的109隧道。原有109隧道和110隧道以及对应路段則在2008年11月12日新隧道落成後廢棄；新109号隧道也创下了当时最快的隧道推进速度纪录。新109隧道通过“两桥一隧”将该段线路取直，在将宝成铁路全长缩短近500米的同时，:897也使列车通过最大速度提升到了80km/h。参与109号隧道抢险的十二局集团公司抢险突击队也因突出贡献获铁道部与国家人力资源和社会保障部授予的「铁路系统抗震救灾英雄集体」称号。
2010年8月19日15时14至20分左右，宝成铁路一列由西安开往昆明的K165次客运列车在广汉境内经过石亭江大桥时，洪水将部分大桥冲毁，导致列车15、16号车厢坠入水中，一段时间后14号车厢也坠入水中，宝成铁路下行线暂时中断。不过由于疏散及时，車廂被江水沖走時，1318名旅客均已經從火車兩側撤出，没有人员伤亡。8月21日，石亭江大桥开始重建工程；下行线的大桥重建工程于9月3日完成，于10月13日正式恢复通车。石亭江大桥的抢险建桥工程也凭借55天的总耗时创下了国内抢险建桥速度的新纪录。铁道部K165次列车乘务组也因在此事件中的表现获选感动中国2010年度人物特别奖。

2018年7月12日晚，因持续降雨，宝成铁路王家沱至乐素河段K227+390～K227+460处发生山体塌方，白雀寺隧道进口端70米长线路被掩埋，路基挡土墙破坏，接触网立柱等设施摧毁，造成行车中断，线路中断至7月28日17时。受此影响，宝成铁路宝鸡至阳平关段客运线路除6063次、6064次于8月30日恢复以外，其余线路于7月13日至9月18日期间停运。此次强降雨引发的山体塌方期间，线路所属涪江大桥受到山洪袭击，绵阳车务段通过“重车压梁”的办法护桥成功。
2020年8月15日起，四川发生强降雨天气，位于绵阳市的涪江发生50年一遇的特大洪水。17日13时许，涪江达到洪峰，对宝成铁路涪江大桥造成强烈冲击，总重量超8100吨的“抢57096次”和“抢57094次”重载货物列车被机车推上大桥进行“重车压梁”，成功护桥。据铁路部门绵阳工务段介绍，宝成铁路涪江大桥为钢结构桥梁，自重较轻，对抗洪水的能力有限。抗洪期间，宝成铁路所有列车停运。
2024年7月16日夜间至17日，宝鸡遭遇强降雨，造成宝成铁路宝鸡至七里坪区段桥梁水毁、泥石流漫道、路基冲空等灾害70余处。17日凌晨1时许，线路凤州至七里坪间K92+800处的安河桥遭洪水冲击受损，导致正在执行防汛巡查线路任务的韶山4型0855号电力机车运行至该桥时坠落至桥下，造成两名机车乘务员受伤，机车在坠桥后被当场拆解。此前，受连日降雨影响，途经宝成线的旅客列车已于7月14日起全部停运。8月10日18时，33106次货运列车从新建成的安河桥上平稳驶过，线路正式恢复通车。

## 交会铁路
宝成铁路在宝鸡站与陇海铁路和宝中铁路相接，在阳平关站与阳安铁路相连，在广元站与兰渝铁路和西成客运专线相连，在广元南站与广达铁路相接，在成都站接入成渝铁路、成昆铁路和达成铁路。

## 文物保护

### 陕西省
2014年6月9日，略阳县徐家坪镇的一段宝成铁路废线以“宝成铁路略阳段遗址”的名义被陕西省人民政府列为第六批陕西省文物保护单位。2020年12月31日，宝成铁路略阳段遗址被陕西省文物局公布为全省第一批革命文物。
其保护范围为：废弃段铁路本体及附属建筑物；其建设控制地带为：保护范围外延100米。

### 甘肃省
2022年8月19日，宝成铁路109隧道以“宝成铁路徽县段109隧道遗址”的名义被徽县人民政府公布为徽县县级文物保护单位:397,505。
2023年4月25日，宝成铁路西河湾2号隧道及铁轨、宝成铁路南北接轨点碑、5·12地震塌方掩埋铁路现场及武警烈士墓以“宝成铁路徽县黄沙河段”之名列为第九批甘肃省文物保护单位。

## 衍生文化

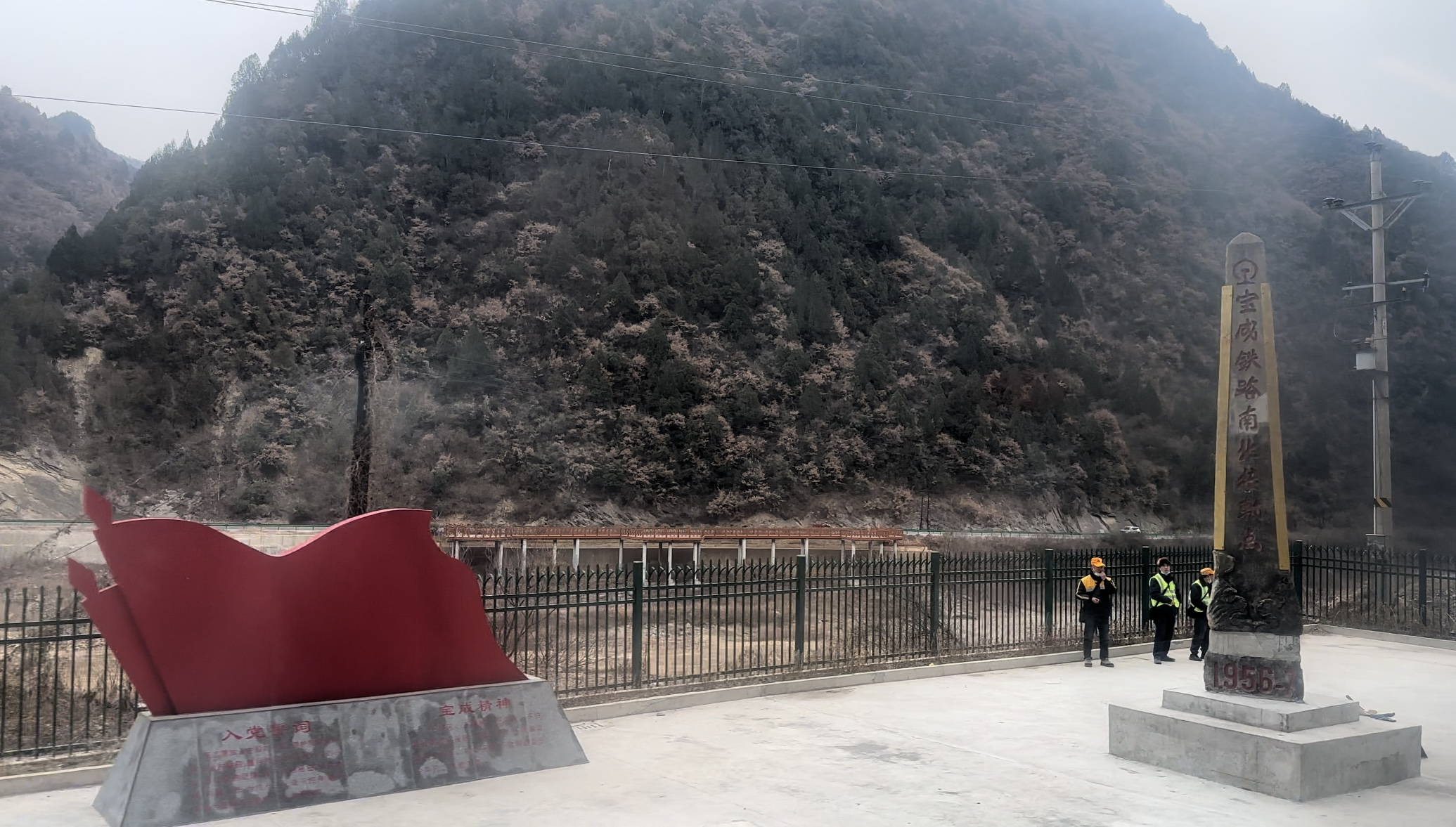
宝成铁路南北接轨点纪念碑旁刻有中国共产党入党誓词和“宝成精神”的红旗雕像

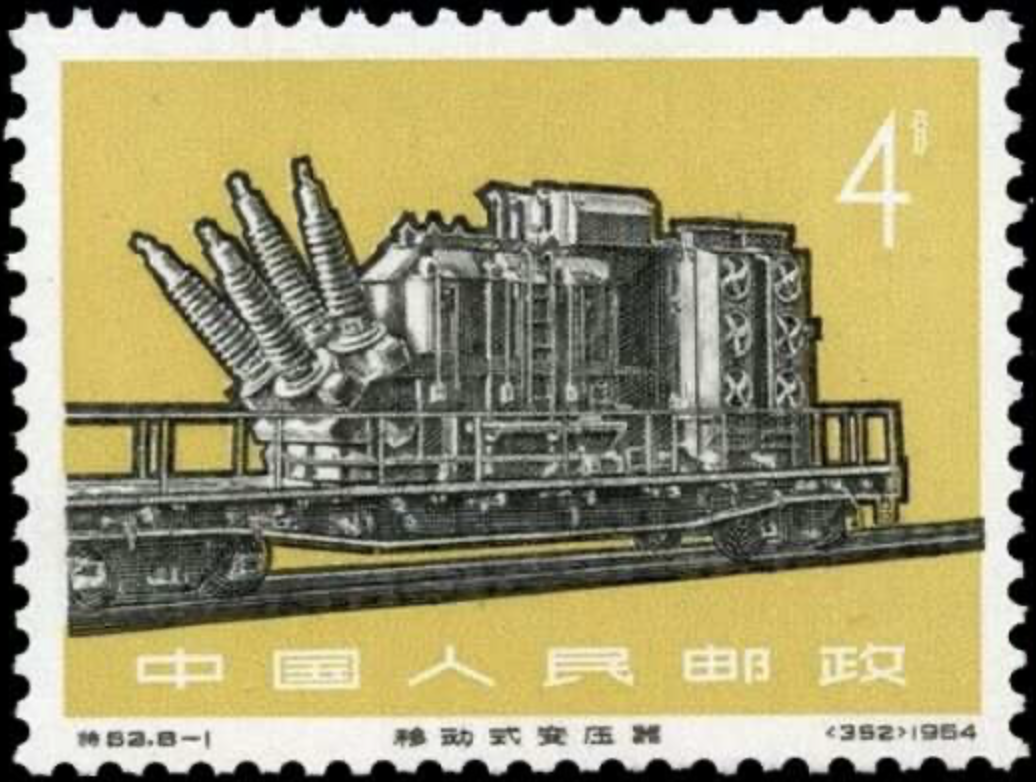
1966年中华人民共和国邮电部发行的以移动式变压器为图案的特种邮票

### 教育教学
作为中国铁路电气化建设的奠基之作，宝成铁路电气化工作在设计、施工建设和机车制造方面，培养出了一批电气化建设的人才队伍，也为我国电气化铁路建设积累了宝贵的经验，同时也推动了中国电气工程教育的发展。线路现今为电气化专业教学提供了丰富的内容以及教学和实习场所，并成为唐山铁道学院首届电气运输专业毕业班的毕业设计主题；在宝成铁路宝鸡-凤州段电气化带来巨大效益之后，铁道部规定在新线建设中遇到地形复杂，要求输送能力大的情况下，一般采用电力机车牵引，:8因此带来的电气化铁路建设和运营的需求也促使上海交通大学、北京铁道学院相继设置了电力机车专业，另外一些城市也设立了铁道学院以及铁道电气化专业。电气工程教育和相关学科因此得到很大程度上的发展，进而为20世纪70年代以后中国铁道电气化的大发展储备了充足的人才。

### 文艺作品
作为中华人民共和国第一个五年计划期间的重大铁路建设工程，宝成铁路的建成通车影响巨大；在20世纪50年代，报刊、广播、书籍、戏剧对铁道兵和筑路工人不畏艰难险阻修筑宝成铁路的事迹都有大量的报道。与此同时，石鲁、李可染、蔡亮、吴镜汀等画家亦赴宝成铁路写生；陕西省京剧团还排演了反映修建宝成铁路的京剧《秦岭长虹》。何海霞曾于1956年夏季至1957年2月期间以宝成铁路陕西秦岭至四川广元段中最艰险、最艰巨的鱼洞房施工现场为主要题材，绘全长600厘米、高68厘米的《宝成铁路图卷》一画，并由时任中国美协西安分会副主席、陕西省文史馆馆长张寒杉为图卷题长跋。
1957年7月，河北籍作家雁翼以修筑宝成铁路中的架桥工程为题材创作了长篇叙事诗《彩桥》，长达1500余行，于1960年6月由上海文艺出版社第一次出版，1962年4月再版。
1958年，杜鹏程以其在1955年秋在宝成铁路建设工地采访的经历为题材创作了小说《夜走灵官峡》，并收录在其短篇小说集《光辉的里程》当中，于1977年12月由人民文学出版社出版。该小说还曾收录于中国大陆的一些中小学语文课本中。
2020年9月30日，中国环球电视网以担当宝成铁路客运业务的6063次列车为题材，拍摄了纪录片《秦岭6063》，旨在反映当地人民为追求美好生活而做出的奋斗、列车工作人员为乘客服务的勤苦和人们对火车的热爱与情怀。《中国日报》也于2021年2月10日以同一次列车为题材进行了专题报道。

### 思想精神
宝成铁路建成后，人们将历代电力机车检修人员秉承的“不怕苦、不服输、不含糊”的精神总结为「宝成精神」，并流传至今，作为宝成线职工的精神财富对全国各铁路分局广大职工团结奋进起到教育激励的作用。

### 主题展览
2008年，陕西省凤县利用当地宝成铁路灵官峡段因20世纪80年代特大洪水和之后山体移位导致改线而废弃的隧道打造了包括宝成铁路文化体验馆在内的灵官峡景区，供游客参观。
宝成铁路略阳段遗址被列入文物保护单位之后，所在的徐家坪镇利用既有资源与西安局集团合作，收储整合片区老旧农房、闲置旧房等资源，规划设计铁路职工怀旧街区、宝成铁路文化博物馆等主题体验区，发展以铁路为主题的文旅产业，修建了宝成铁路文化博物馆、慢火车专用线路等文旅设施，打造铁路风情小镇；其中，在宝成铁路文化博物馆片区、游客中心接待片区、徐家坪桥头3处安置有3个火车机头和5节车厢，在游客接待中心、沿线绘制有铁路文化主题彩绘。
2022年5月18日，西安铁路局在秦岭站建成宝成铁路文博场馆，其中包括“宝成精神陈列馆”、“宝成铁路文学馆”、观音山站“8”字展线广场等展区。
2023年4月15日至18日，宝鸡机车检修厂为纪念宝成铁路通车运营65周年举办了2023第二届中国铁路文化收藏集邮展，旨在以铁路文化收藏、集邮展览为载体，通过开展“用好红色资源、传承红色基因、讲好中国故事、传播铁路文化”的群众性铁路文化交流活动歌颂中国共产党和中华人民共和国建设发展的重大成就，展示中国铁路奋进新征程的时代风貌，并进一步激发中国铁路干部职工和铁路藏品收藏、集邮爱好者的爱共爱国情怀。

### 邮政产品
1966年，中华人民共和国国家邮电部发行《工业新产品》系列特种邮票，其中一枚4分邮票的图案选用了宝成铁路所采用的“移动式变压器”。
1999年，为纪念宝成铁路复线在四川境内通车，成都北站曾发行纪念郵封。

### 大宗物資
中国陕西宝鸡卷烟厂曾出品“宝成牌”烤烟型香烟；该烟标上使用的“宝成铁路”图案从一个侧面充分反映了宝成铁路的电气化铁路特征和建设成就奇迹。